# Edward Victor Luckhoo
Edward Victor Luckhoo (ur. 24 maja 1912, zm. 2 marca 1998), polityk gujański, tymczasowy prezydent tego kraju od 22 lutego do 17 marca 1970, gubernator generalny od 10 listopada 1969 do 22 lutego 1970.